# Dreamlinux
Dreamlinux — це бразильський дистрибутив Linux, заснований на і 100%-сумісний з Debian. Можливе завантаження як live CD, з USB flash диска, або передвстановленим на жорсткий диск комп'ютера.
Головне завдання — створити систему відразу готову до повсякденної роботи, що має витончений інтерфейс, невимогливу до апаратури і таку, що підтримує дух вільного програмного забезпечення.